# Kościół św. św. Apostołów w Leicesterze

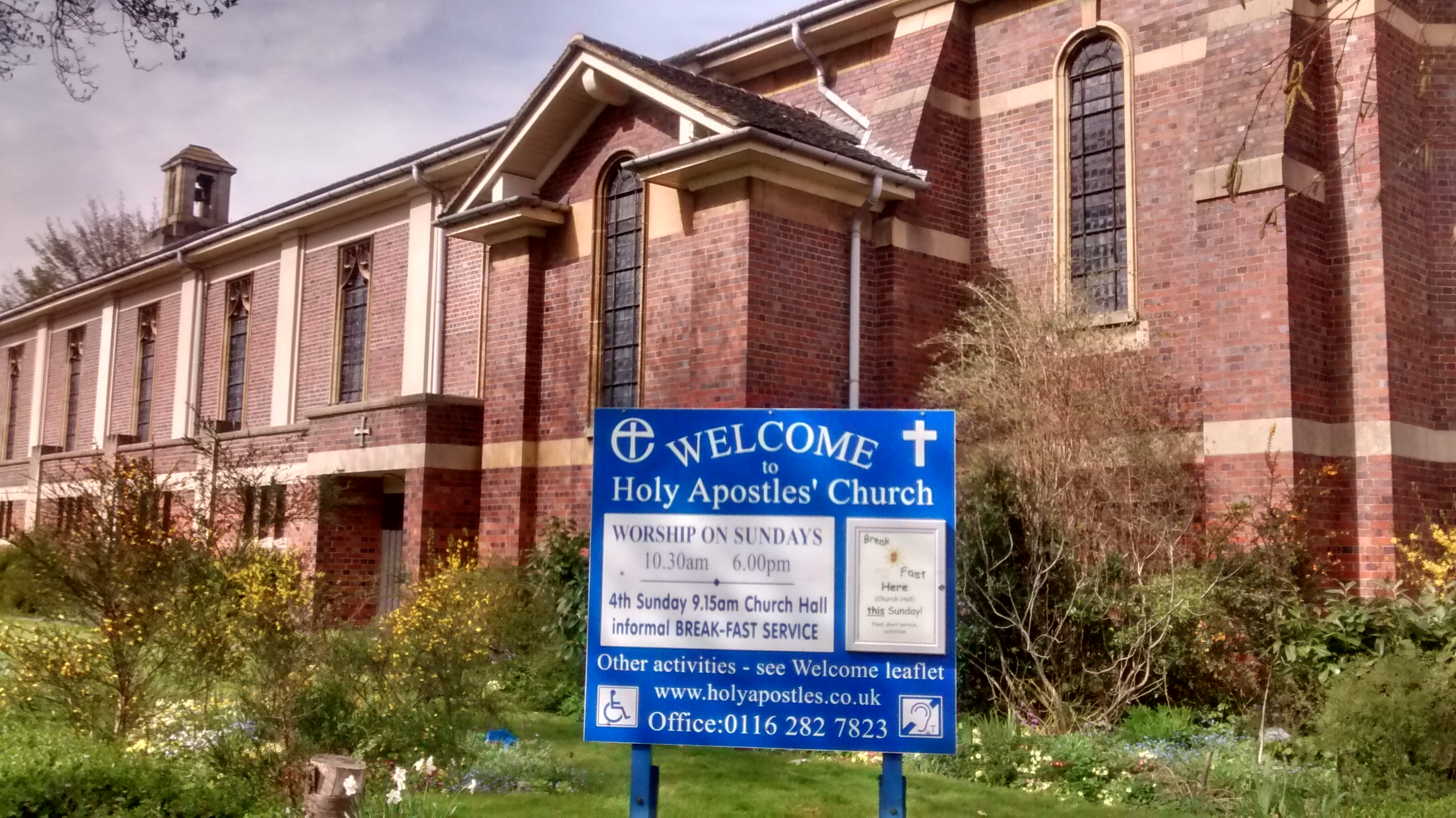
Kościół św. Apostołów od strony zachodniej

Kościół św. św. Apostołów (ang. Holy Apostles Church) – kościół anglikański zbudowany w 1923 roku w Leicesterze w Wielkiej Brytanii położony w dzielnicy Westcotes na skrzyżowaniu ulic Imperial Avenue, Fosse Road South.